# David Wiencek
David Wiencek (* 2. Februar 1993) ist ein deutscher Handballspieler. Wiencek agiert vorrangig auf der Position Rückraum Mitte und spielt gelegentlich im linken sowie rechten Rückraum.

## Karriere
Wiencek erlernte das Handballspielen beim MSV Duisburg. Im Jahre 2006 wechselte der Rechtshänder zum C-Jugend-Oberligisten MTV Rheinwacht Dinslaken. Anschließend spielte der Bruder von Patrick Wiencek beim TV Jahn Hiesfeld. Im Sommer 2009 schloss er sich TUSEM Essen an. Ein Jahr später wechselte Wiencek zum VfL Gummersbach. In der Saison 2011/2012 spielte Wiencek sowohl in der A-Jugend-Bundesliga als auch in der 2. Herrenmannschaft des VfL Gummersbach eine tragende Rolle. Ab der Saison 2012/13 gehörte Wiencek dem Kader der Bundesligamannschaft an, bei der er gelegentlich zum Einsatz kam. Im Sommer 2013 wechselte Wiencek zum TBV Lemgo, wo er in der 2. Mannschaft eingesetzt wird. Ab Dezember 2013 lief er aufgrund eines Zweitspielrechts zudem beim Zweitligisten ASV Hamm-Westfalen auf. Zur Saison 2014/15 unterschrieb er beim ASV einen Zweijahresvertrag. Nach den zwei Jahren ging Wiencek freiwillig in die zweite Mannschaft vom ASV, die SG Handball Hamm, damit er sich besser um seine Ausbildung kümmern kann. Er gehört aber weiterhin zum erweiterten Kader vom ASV. Ab dem Sommer 2018 stand er beim Drittligisten Leichlinger TV unter Vertrag. Im Januar 2019 schloss sich Wiencek der Ahlener SG an. Wiencek stand in der Saison 2023/24 beim TV Emsdetten unter Vertrag. Anschließend kehrte er zur Ahlener SG zurück.
Wiencek gehörte dem Kader der deutschen Junioren-Nationalmannschaft an, für die er zwei Länderspiele bestritt.